# Pere Serra (peintre)
Pere Serra (mort vers 1408) est un peintre catalan de l'art gothique qui s'est développé en Catalogne dans un style gothique international influencé par la peinture siennoise introduite par Ferrer Bassa. Il est actif à Barcelone entre 1357 et 1405/1408.
Il était le plus jeune fils de Constance et Serra Berenguer, son père était un artisan tailleur de Barcelone. Ses frères, Francesc, Jaume Serra et Joan, étaient des peintres actifs en Catalogne au XIVe siècle.

## Biographie
Il s'est formé dans l'atelier de Ramon Destorrents à partir de 1357.
Les frères Serra ont créé un atelier, d'abord entre Frencesc et Jaume Serra, associée à Bartomeu Bassa, fils de Ferrer Bassa. À la suite de la mort de Francesc Serra en 1362, Pere a travaillé dans l'atelier Serra. Après la mort d'Arnau et Ferrer Bassa en 1348, cet atelier a dominé la peinture catalane pendant le dernier tiers du XIVe siècle, avant l’introduction du style gothique international.
L'atelier des Serra a réalisé une série de Vierges d'Humilité, ou Vierge allaitant l'Enfant, pour les églises de Cerdagne.
Pere Serra a été le plus doué des quatre frères et c'est celui qui a eu la carrière la plus longue. Il a atteint sa pleine maturité peu avant la mort de Jaume, vers 1389/1390. Il a développé un style de figuration caractérisé par des figures menues avec des yeux bridés et de petites bouches.

## Œuvres
À Pere Serra ont été attribués :
- le Retable du Saint-Esprit ou la Pentecôte, exécuté vers 1394 pour la Collégiale basilique de Sainte-Marie de Manresa. Il est considéré comme son chef-d'œuvre, avec une grande richesse iconographique. Le panneau central du retable est de Lluis Borrassà (1411).
- le Retable de Sainte Marie de Tous les Saints du Monastère Saint-Cucufa, 1375.
- la Vierge des Anges[2] et les deux panneaux de la prédelle[3], peinte vers 1385 pour la cathédrale de Tortosa selon le modèle de la Madone angélique, exposée maintenant dans le musée national d'art de Catalogne.
- l'Annonciation de la Pinacothèque de Brera de Milan[4].
- le retable du Saint-Esprit de l'église Saint-Laurent de Morunys (Sant Llorenç de Morunys). Le thème du panneau central est la Pentecôte, au-dessus est représenté saint Jean à Patmos

Il a collaboré avec son frère Jaume à la réalisation du retable du monastère de Sigena ou Sixena (Huesca), maintenant dans le musée national d'art de Catalogna à Barcelone. Le Maître de Sixena est peut-être Pere Serra.

## Galerie

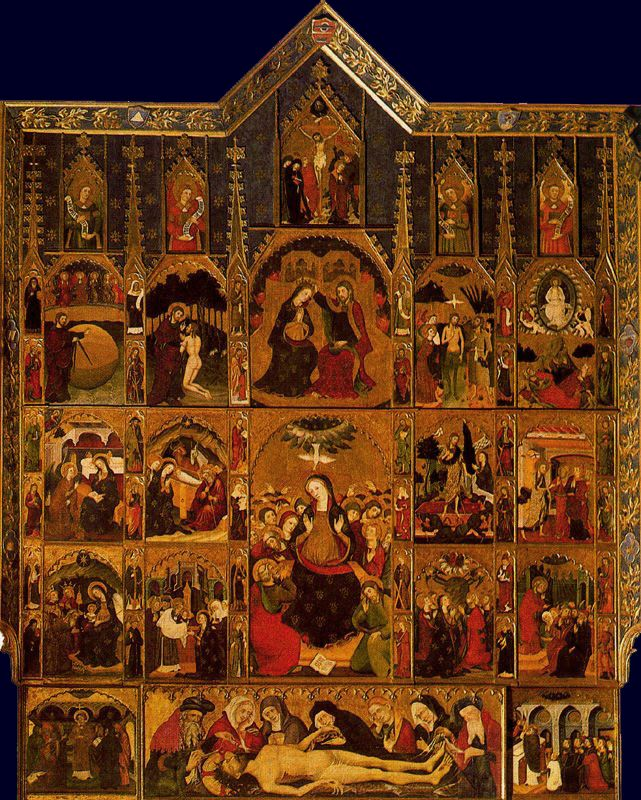
Retable du Saint-Esprit de la collégiale basilique de Mansera
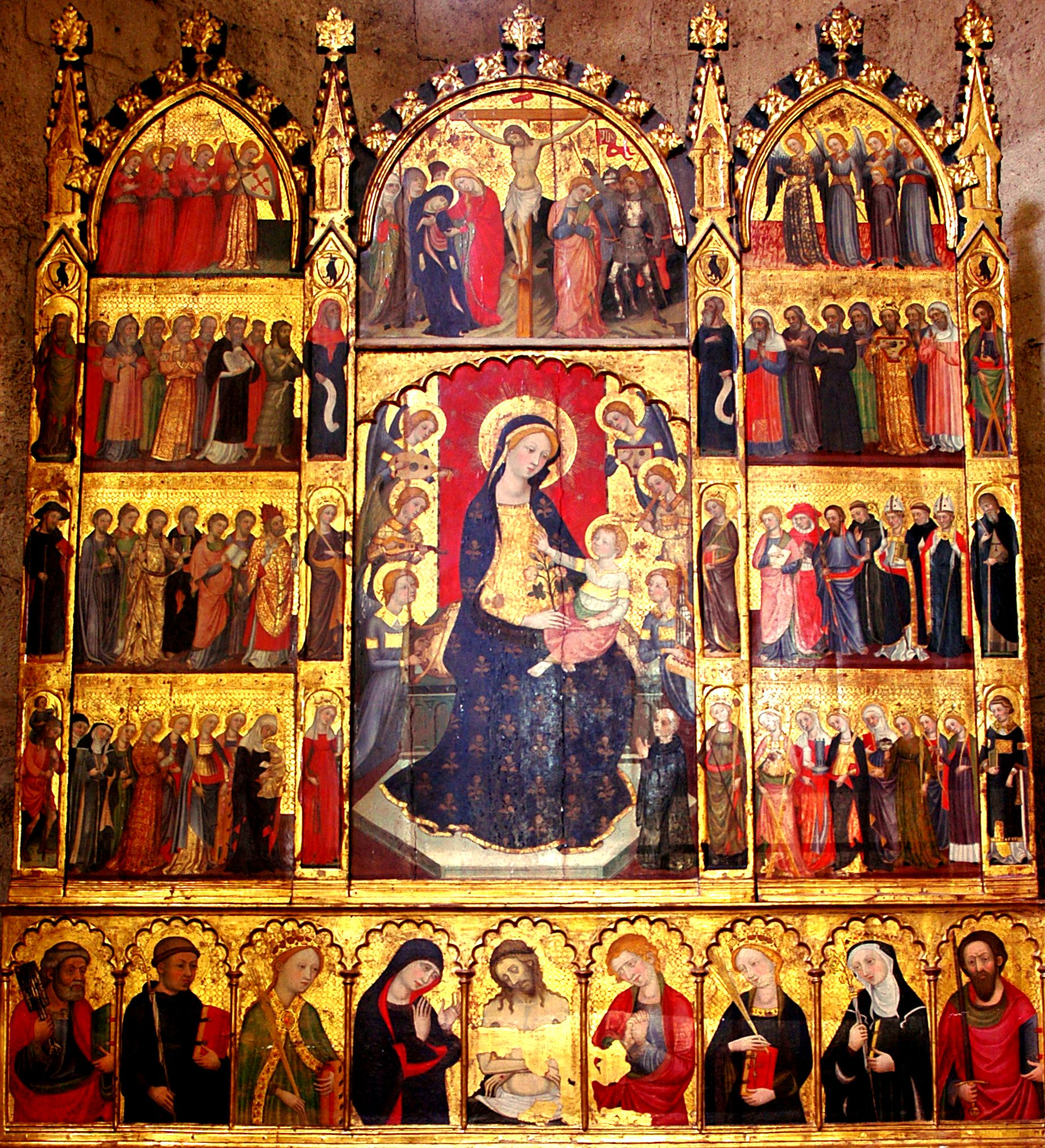
Retable de Tous les Saints du monastère de Saint-Cucufa
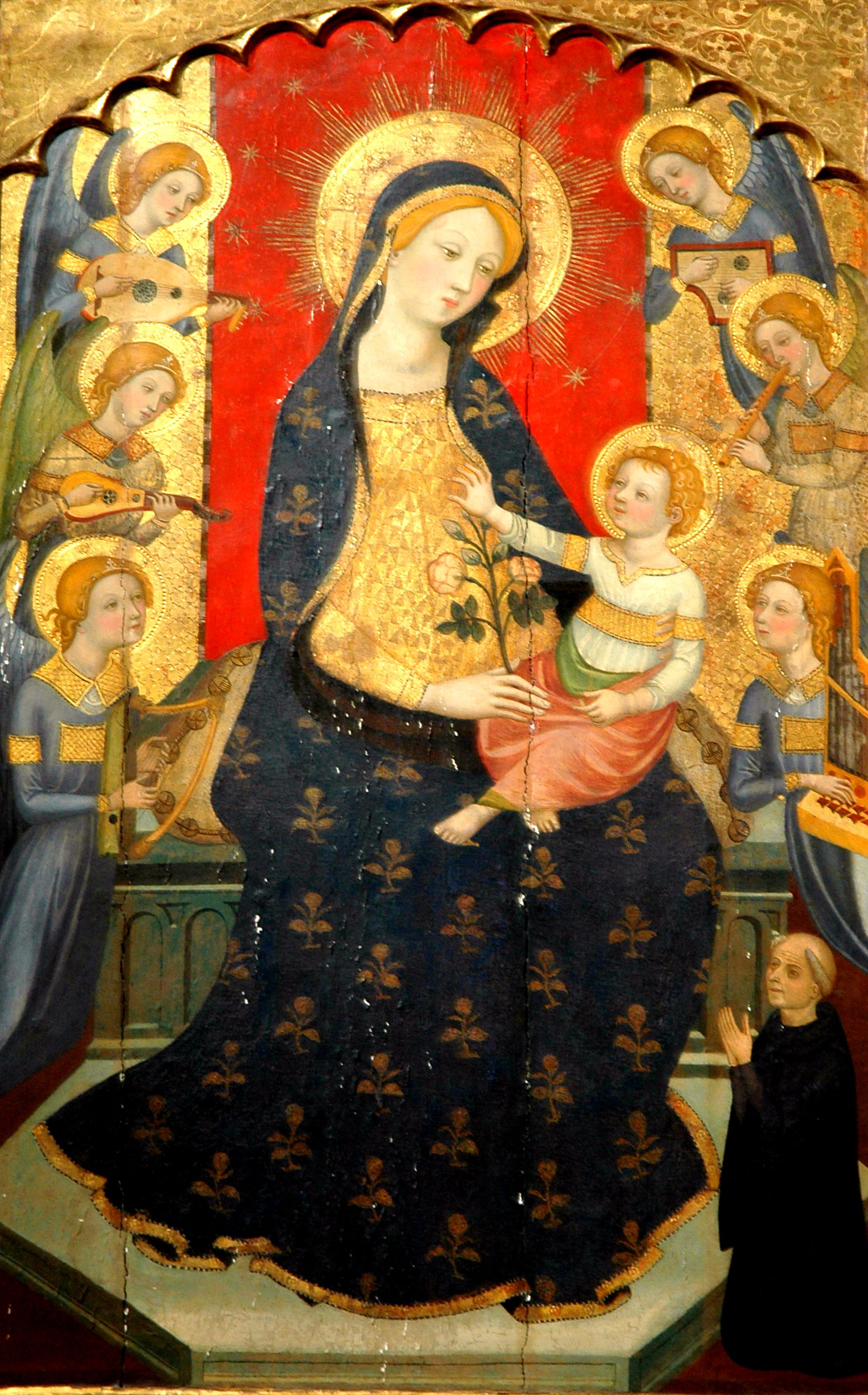
Panneau de la Vierge à l'Enfant du retable de Sainte Marie de Tous les Saints
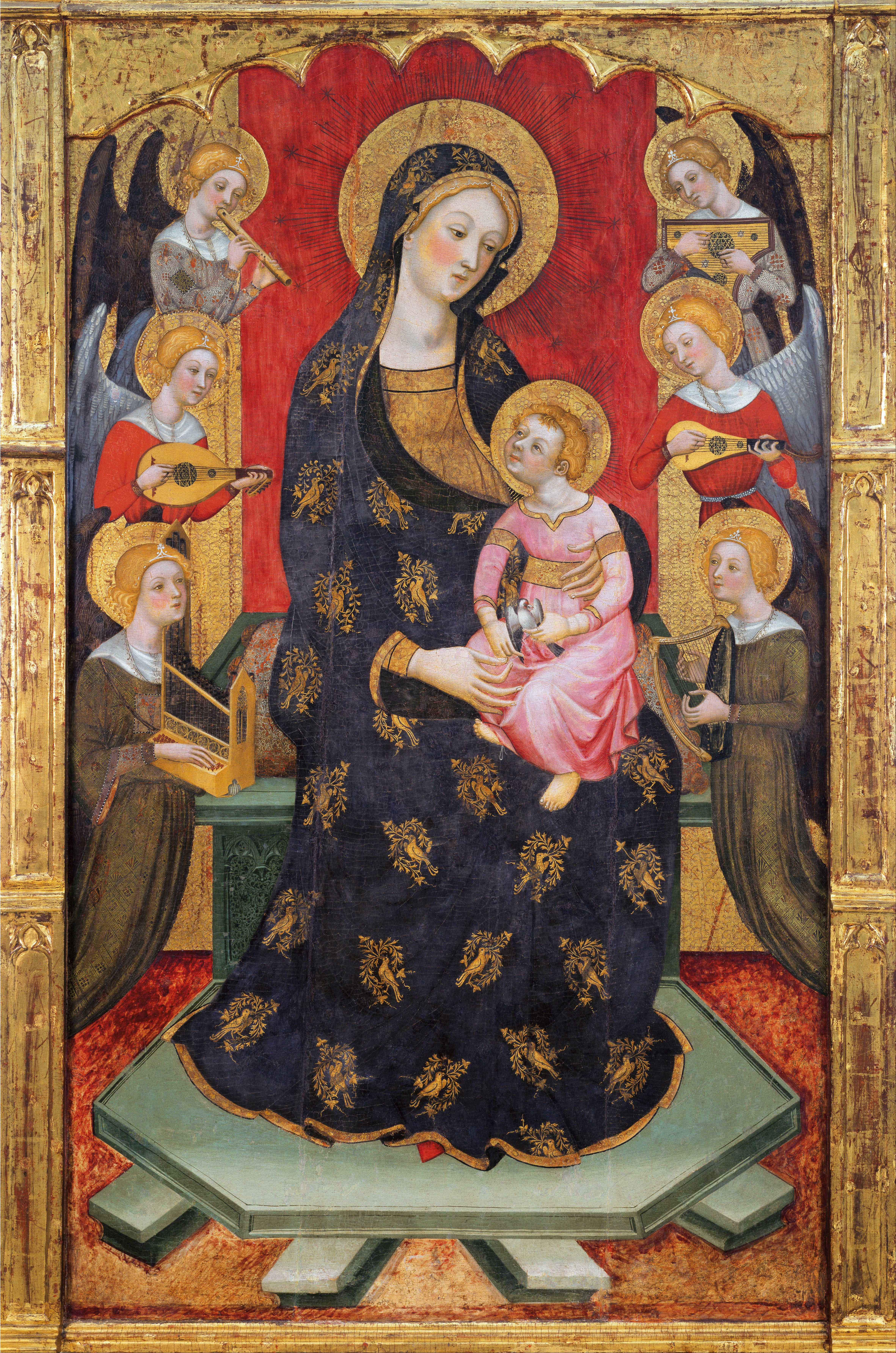
Vierge des Anges de la cathédrale de Tortosa
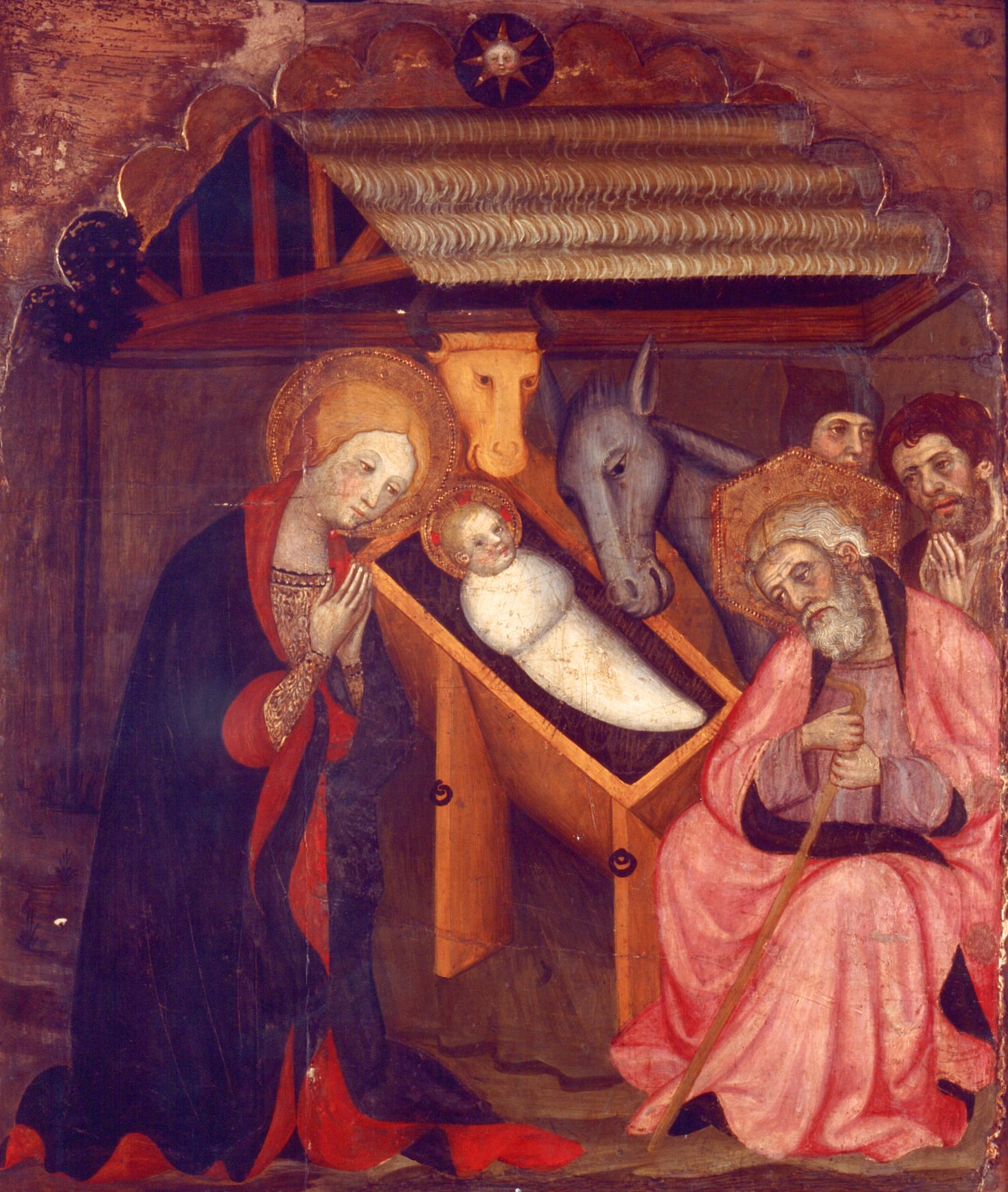
Tableau de la Nativité de l'église de Saint-Pierre de Cubells
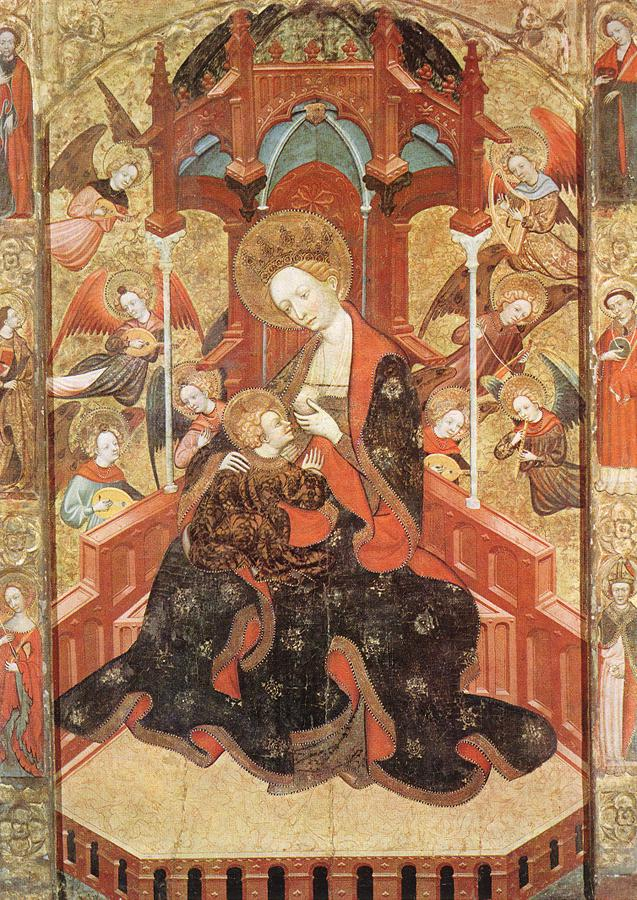
Madone allaitante et l'Enfant avec des anges musiciens
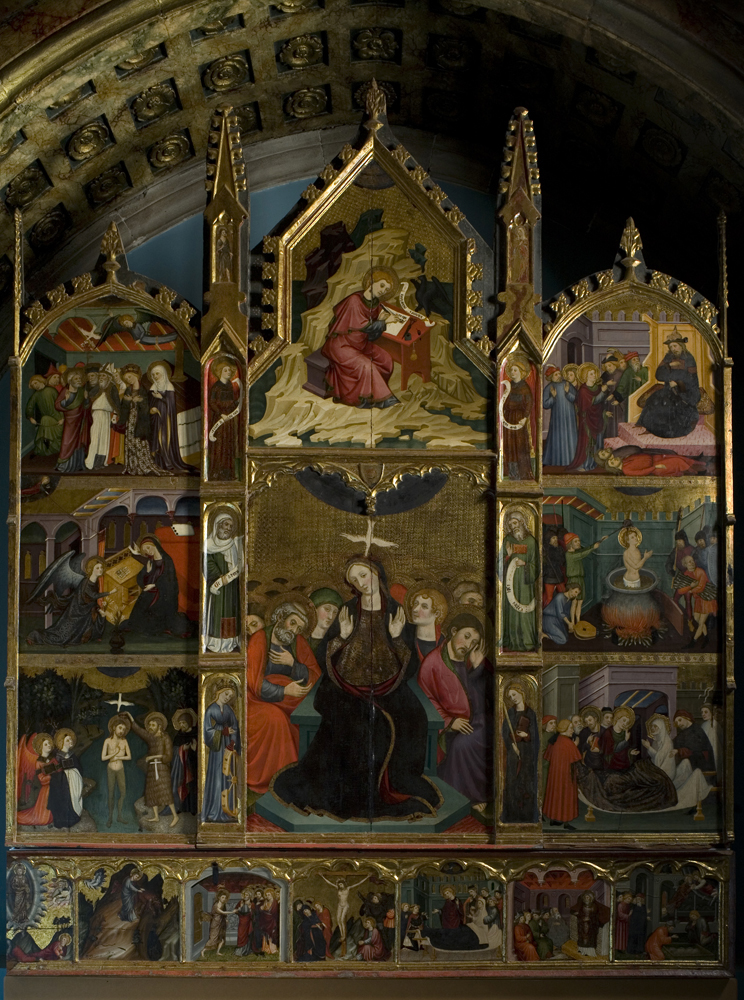
Retable du Saint Esprit de l'église Saint-Laurent de Morunys
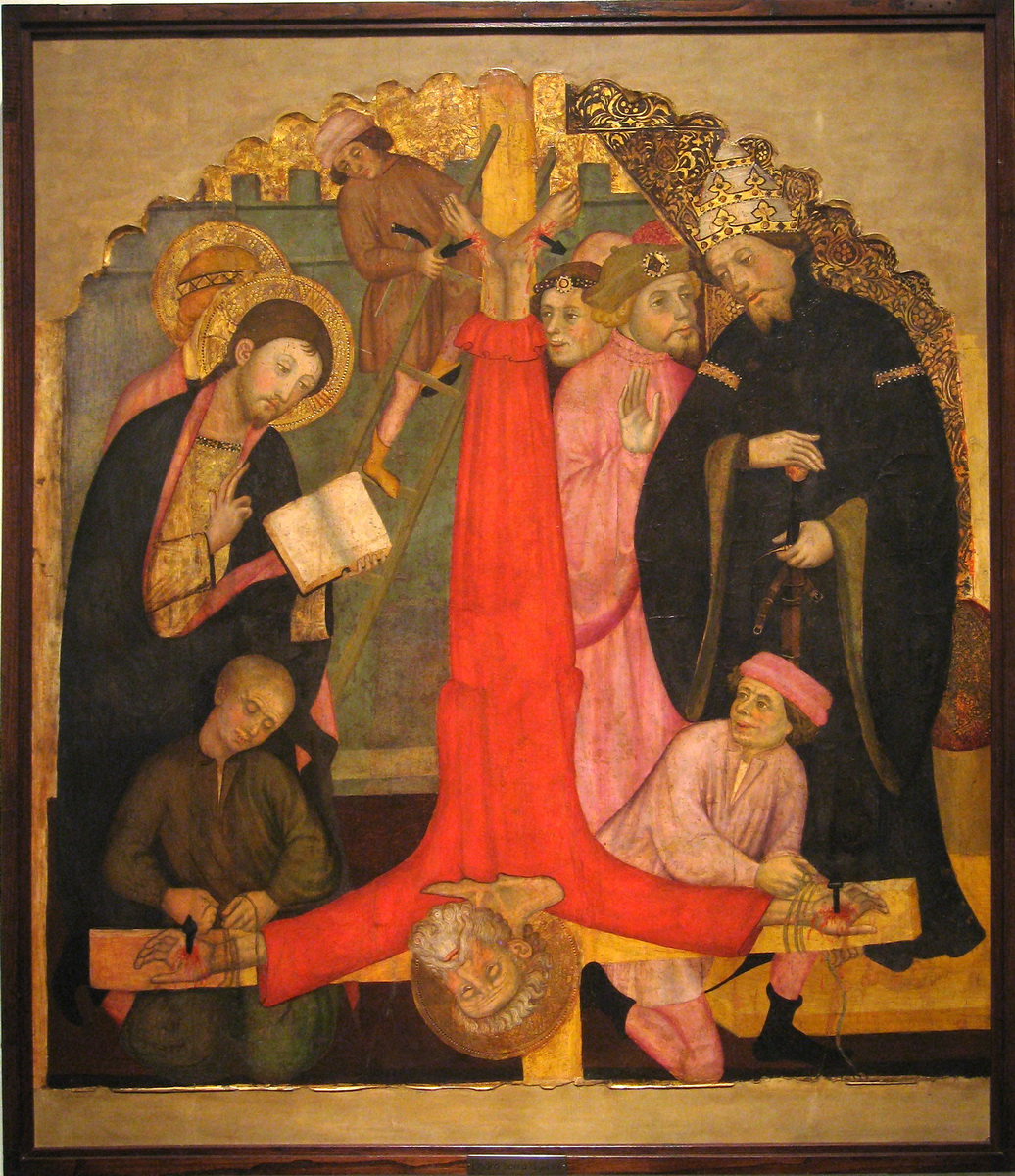
Crucifixion de saint Pierre
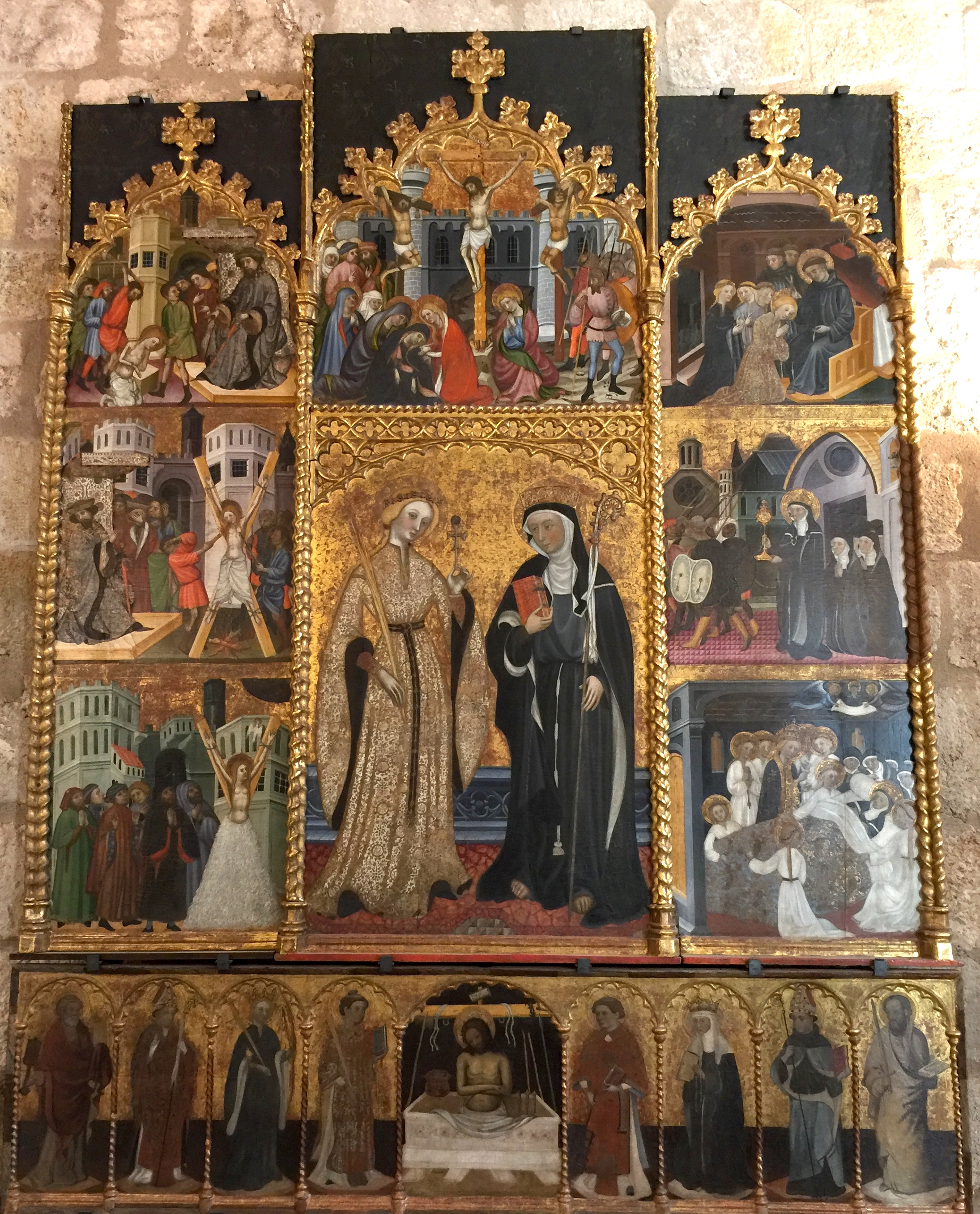
Retable de Sainte Claire et Sainte Eulalie. Musée de la cathédrale de Segorbe (1403-1408)

## Sources
- (ca) Cet article est partiellement ou en totalité issu de l’article de Wikipédia en catalan intitulé « Pere Serra » (voir la liste des auteurs) (adaptation).

### Peintres gothiques valenciens
- Llorenç Saragossà (c. 1363-1406), Valence
- Lluis Borrassà, 1360–1424, Barcelone
- Andreu Marçal de Sax, (c. 1370-1415), Valence
- Gonçal Peris Sarrià (c. 1360-1451), Valence
- Jaume Mateu (c. 1360-1452), Valence
- Pere Nicolau [c. 1365-1408), Valence
- Miquel Alcanyís (c. 1380-1447), Valence
- Ramon de Mur (1380-1436), Tarragone
- Bernat Martorell, vers 1390-1452, Barcelone
- Lluís Dalmau, vers 1400-1460, Valence et Barcelone
- Jaume Baçó Escrivà (1411-1461), Valence
- Joan Reixach (c. 1431-1482), Valence